# Maricón
Maricón es un adjetivo y sustantivo, originalmente aumentativo de «marica» (a su vez diminutivo de María), que denota, en su acepción más usada, al hombre homosexual; pero también al hombre afeminado (amanerado, adamado), además de a aquel varón de poco ánimo y esfuerzo. Puede tener carácter peyorativo mas no en todos los contextos. Igualmente «marica» se utiliza como insulto grosero y asimismo como mero rasgo identificativo.

## Etimología

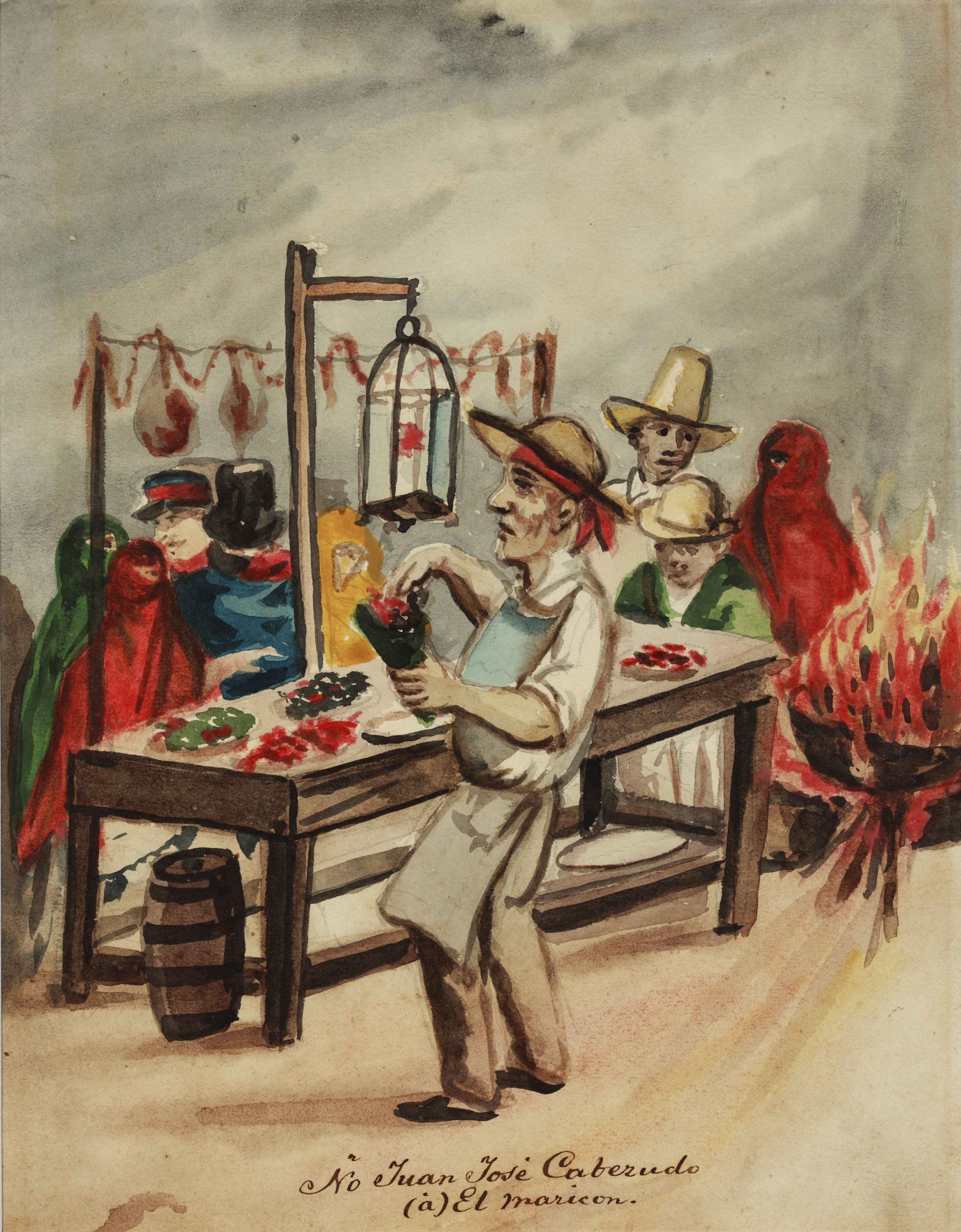
Ño Juan José Cabezudo, maricón principal de Lima, famoso cocinero y cotilla. Acuarela de Pancho Fierro (c. 1800).

«Maricón» es el aumentativo de «Marica», hipocorístico o diminutivo del nombre propio «María», símbolo de la mujer y frecuente nombre de pila en la España del siglo xvi. Es usado como sinónimo de hombre afeminado en la obra Vida del pícaro Guzmán de Alfarache, de 1599.
El uso del vocablo «marica» según el Diccionario etimológico de Corominas es el siguiente:

Lo que le vi el tiempo que lo conocí, te puedo decir. Era blanco, rubio, colorado, rizo, y creo de naturaleza, tenía los ojos grandes, turquesados. Traía copete y sienes ensortijadas. Si esto era propio, no fuera justo, dándoselo Dios, que se tiznara la cara ni arrojara en la calle semejantes prendas. Pero si es verdad, como dices, que se valía de untos y artificios de sebillos que los dientes y manos, que tanto le loaban, era a poder de polvillos, hieles, jabonetes y otras porquerías, confesaréte cuanto dél dijeres y seré su capital enemigo y de todos los que de cosa semejante tratan; pues demás que son actos de afeminados maricas, dan ocasión para que dellos murmuren y se sospeche toda vileza, viéndolos embarrados y compuestos con las cosas tan solamente a mujeres permitidas, que, por no tener bastante hermosura, se ayudan de pinturas y barnices, a costa de su salud y dinero. Y es lástima de ver que no sólo las feas son las que aquesto hacen, sino aun las muy hermosas, que pensando parecerlo más, comienzan en la cama por la mañana y acaban a mediodía, la mesa puesta. De donde no sin razón digo que la mujer, cuanto más mirare la cara, tanto más destruye la casa. Si esto es aun en mujeres vituperio,

¿cuánto lo será más en los hombres?

¡Oh fealdad sobre toda fealdad, afrenta de todas las afrentas!
Libro Primero de la Vida del pícaro Guzmán de Alfarache, Capítulo I En que cuenta quién fue su padre. 1599

Uso del término «maricón»:

Al demoño do el garçón

qu'en topando con la moça
no s'aburre y la retoça
como rocín garañón.
Todas ellas, quántas son,
m'an dicho qu'esto les praze,
y al hombre que no lo haze

lo tienen por maricón
Comedia Seraphina, de la obra Propalladia de Torres Naharro. 1517

## Homofobia
Como insulto, «maricón» se usa de forma despectiva tanto para aludir a hombres gais como a hombres heterosexuales afeminados, por parte de personas que albergan el prejuicio sexista de que «parecerse a las mujeres» es denigrante para el varón. 
Este sentido peyorativo ha pasado incluso al lenguaje académico. Así, el Diccionario de la Real Academia Española definía hasta la edición vigésima segunda, de 2001, la voz «maricón» como sinónimo de «sodomita». De esta manera, se podía interpretar que el diccionario sancionaba que las relaciones sexuales entre varones homosexuales se reducen al sexo anal, y que este fuese un pecado o un delito. En la actualidad, la vincula con el término «marica», al que define como «afeminado, dicho de un hombre apocado, falto de coraje, pusilánime o medroso».
En español, el insulto no tiene implicaciones de tortura o muerte, a diferencia de sus equivalentes en inglés —faggot: «leña», (de una hoguera inquisitorial)—, o en italiano —finocchio, «hinojo», (porque se cubría a los homosexuales con sus hojas para que el suplicio de hoguera durara más tiempo)—. 
Es históricamente falsa la derivación «hombre que cae de hinojos» (para realizar una felación), que no proviene de hinojo sino de ginocchio, «rodilla».
También se usa con el significado de hombre mal intencionado.

## Reivindicación del término
En un importante sector de la comunidad gay, al menos en España, se usa esta palabra entre los propios homosexuales sin ninguna carga peyorativa. Muchos llevan a cabo una reapropiación o reivindicación de «maricón» y otros términos con similares connotaciones frente a vocablos «neutros» como gay, como se hizo entre los angloparlantes con queer. Prefieren usar «maricón» porque consideran la palabra gay un eufemismo extranjero. Se registran varios ejemplos de este uso entre los personajes homosexuales de la película Cachorro tales como: «Hola, maricón» o «¡Por favor, cómo sois los maricones!»; y también en el título de la serie española Maricón perdido.
No obstante, ciertos términos con carácter peyorativo pueden dejar de tenerlo, según el contexto en el que se apliquen. Es el caso de su uso en el lenguaje coloquial entre personas con gran confianza entre ellas, en el que esos términos pueden ser un halago referido a la habilidad o astucia con que se ha realizado algo. Así, en España suelen usarse frases como «qué maricón eres/es», «qué cabrón eres/es» o «qué hijo de puta eres/es»; en Argentina es común tratar de «hijo de puta» a quien exhibe una cualidad o habilidad especial, y el vocablo «maricón» suele usarse también como sinónimo de miedoso o temeroso, o aplicarse a alguien reacio a efectuar una determinada acción, aun de carácter lúdico, aplicándose incluso a las mujeres –«no seas maricona»–. En Perú, México y Colombia ha perdido también su carga peyorativa. 
En el caso de Ecuador, el término ha perdido mucha de su carga negativa e incluso los heterosexuales varones lo utilizan para referirse a sus pares.
Por su parte, en Venezuela se emplea el término «marico» como una muletilla para expresarse entre varones jóvenes sin menoscabar su orientación sexual (igualmente las chicas también en este país se refieren entre ellas con el apelativo de «marica»).  
Paralelamente, en la vigésima tercera edición del diccionario RAE, actualmente en preparación, esa traza despectiva del término se verá sensiblemente modificada, perdiendo «maricón» esa naturaleza peyorativa, para pasar a entenderse como una palabra que se utiliza comúnmente como «insulto grosero con su significado preciso o sin él». Además, en esa misma edición del diccionario, «sodomita» pasará a definirse como quien practica la sodomía.